# Stachursky
Stachursky, właśc. Jacek Władysław Łaszczok-Stachursky (ur. 26 stycznia 1966 w Czechowicach-Dziedzicach jako Jacek Władysław Łaszczok) – polski piosenkarz śpiewający muzykę z pogranicza gatunków pop i dance, w tym także disco polo, oraz muzyki klubowej.
Szacuje się, że sprzedał w Polsce prawie 700 tysięcy kaset i płyt CD. Jest posiadaczem złotych płyt za albumy Finał, Wspaniałe polskie przeboje i 2009 oraz platynowych płyt za albumy: 1996, Urodziłem się aby grać, 1999, Moje najlepsze piosenki, 1 i Trwam oraz single: „Kieliszki” i „Essa”, oba nagrane w duecie z BBX-em

## Życiorys

### Wczesne lata
Jest synem Władysława i Cecylii Łaszczoków. Jego ojciec pracował w kopalni, był także ratownikiem górniczym, a w wolnym czasie grywał w różnych zespołach jazzowych na perkusji.
W młodości był harcerzem. Po zdaniu matury studiował: prawo, organizację produkcji telewizyjno-filmowej i pedagogikę. Żadnego kierunku nie ukończył. W 2016 ukończył studia prawnicze w Wyższej Szkole Finansów i Prawa w Bielsku-Białej, a w 2017 rozpoczął studia doktoranckie na Wydziale Prawa i Administracji Uniwersytetu Śląskiego.

### Kariera muzyczna
W latach 80. był wokalistą rockowego zespołu Eve, który później zmienił nazwę na Eve Boys. Po pięciu latach zespół zakończył działalność z powodu problemów finansowych. Następnie był prezenterem radiowym w lokalnym radiu w Pszczynie, gdzie zaistniał pod pseudonimem Stachursky, obranym od nazwiska jego wieloletniej znajomej. W 1994 nagrał piosenkę „Taki jestem”, która jednocześnie była pierwszym singlem wokalisty z płyty wydanej pod takim samym tytułem.

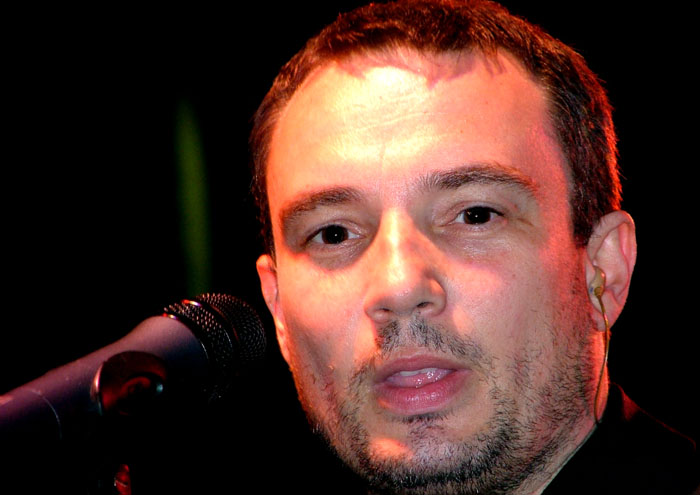
Stachursky w trakcie koncertu (2005)

W 2002 nagrał tytułową piosenkę z serialu Samo życie. W 2006 za piosenkę „Z każdym Twym oddechem” odebrał Słowika Publiczności podczas festiwalu sopockiego. W 2011 jego piosenka „Muzyki moc”, nagrana wraz z jedenastoma innymi artystami z okazji 10-lecia stacji VIVA Polska, otrzymała nagrodę VIVA Comet w kategorii „odpał, czyli najlepsze na Viva-TV.pl”. W tej samej kategorii nominowany był także przebój Stachursky’ego „Dosko”, a sam wokalista ubiegał się jeszcze o statuetkę w dziedzinie „twardy zawodnik, czyli artysta roku”.
Od 2015 nagrywa piosenki głównie muzyki klubowej i dance, a także w nurcie disco polo oraz często występuje na festiwalach poświęconych temu gatunkowi muzyki. W tym właśnie roku nawiązał współpracę z polskim DJ-em BBX, nagrywając z nim piosenki, m.in. „Kieliszki” (2015) i „ESSA” (2017). Współpracował też z zespołem discopolowym Basta, z którym w 2016 stworzył piosenkę „8 sekund”. W 2018 wydał dwa single: „Szampan i truskawki” i „Angelina”. W 2019 wystąpił gościnnie w pierwszym singlu Etyzer z kosmosu promującym najnowszą płytę Braci Figo Fagot pt. Bez popity i bez gumy. Również w 2019 wydał kolejny album studyjny pt. 2K19, który promował singlami „Zimna Lufa” i „Doskozzza”. W 2020 wydał dwa single – „Bella Mamasita”, nagrany z udziałem hiszpańskiego piosenkarza Henry Méndeza, znanego pod pseudonimem artysycznym Dr. Bellido, oraz „Ayessa”. Do obu piosenek nagrał teledyski.

### Kariera polityczna
28 maja 2013 objął mandat w Radzie Miejskiej w Czechowicach-Dziedzicach po zmarłym Jerzym Durajczyku. W wyborach samorządowych w 2014 roku uzyskał mandat radnego w powiecie bielskim, zastępując Mariana Błachuta, który po raz kolejny został wybrany na stanowisko burmistrza Czechowic-Dziedzic. Z początkiem 2015 zrezygnował z pełnienia funkcji radnego powiatowego.

### Pozostałe przedsięwzięcia
W 2007 brał udział w szóstej edycji programu rozrywkowego TVN Taniec z gwiazdami, jednak z powodu kontuzji wycofał się z konkursu w pierwszym odcinku. W 2010 uczestniczył w programie Viva Polska Królowie Densfloru.

## Życie prywatne
Od 1994 jest żonaty z Iwoną, z którą ma syna Jacka-juniora (ur. 1995).

## Dyskografia
Albumy
| Taki jestem                             | - Data: grudzień 1994 - Wydawca: Laser Sound                   | –  |                        |
| 1996                                    | - Data: 23 grudnia 1995 - Wydawca: Snake’s Music               | –  | - POL: platynowa płyta |
| Urodziłem się aby grać                  | - Data: 2 kwietnia 1997 - Wydawca: Snake’s Music               | –  | - POL: platynowa płyta |
| 1999                                    | - Data: 28 listopada 1998 - Wydawca: Snake’s Music             | –  | - POL: platynowa płyta |
| 1                                       | - Data: 10 września 2000 - Wydawca: Snake’s Music              | 13 | - POL: platynowa płyta |
| Finał                                   | - Data: kwiecień 2002 - Wydawca: Snake’s Music                 | 2  | - POL: złota płyta     |
| Trwam                                   | - Data: 13 czerwca 2005 - Wydawca: Universal Music Polska      | 17 | - POL: platynowa płyta |
| 2009                                    | - Data: 15 czerwca 2009 - Wydawca: Universal Music Polska      | 30 | - POL: złota płyta     |
| Boski plan                              | - Data: 30 października 2012 - Wydawca: Universal Music Polska | –  |                        |
| 2K19                                    | - Data: 27 września 2019 - Wydawca: Universal Music Polska     | 28 |                        |
| „–” oznacza, że album nie był notowany. |                                                                |    |                        |

Kompilacje
| Moje najlepsze piosenki                 | - Data: 1999 - Wydawca: Snake’s Music                      | –  | - POL: 3x platynowa płyta |
| Moje najlepsze piosenki 2               | - Data: 2003 - Wydawca: Snake’s Music                      | 23 |                           |
| The Very Best Of                        | - Data: 22 kwietnia 2011 - Wydawca: Universal Music Polska | –  |                           |
| „–” oznacza, że album nie był notowany. |                                                            |    |                           |

Cover albumy
| Wspaniałe polskie przeboje              | - Data: 28 marca 2008 - Wydawca: Universal Music Polska     | 3 | - POL: 3× platynowa płyta |
| Wspaniałe polskie przeboje 2            | - Data: 16 listopada 2010 - Wydawca: Universal Music Polska | – |                           |
| „–” oznacza, że album nie był notowany. |                                                             |   |                           |

Albumy koncertowe
| Tytuł     | Dane dot. albumu                      |
| --------- | ------------------------------------- |
| Live 2001 | - Data: 2001 - Wydawca: Snake’s Music |

Remiks albumy
| Tytuł                     | Dane dot. albumu                      |
| ------------------------- | ------------------------------------- |
| Stachursky Mega Dance Mix | - Data: 1997 - Wydawca: Snake’s Music |

Single
| „Stay, Baby”                             | 1995 | –  |                        |
| „Burnin’ Up”                             | 1996 | –  |                        |
| „Cholerny czas”                          | 1996 | –  |                        |
| „Chcesz czy nie”                         | 1996 | –  |                        |
| „Nikogo nie ma (pomiędzy nami)”          | 1996 | –  |                        |
| „Miłość jak ogień”                       | 1997 | –  |                        |
| „Kowbojskie życie”                       | 1997 | –  |                        |
| „Tego właśnie chcesz”                    | 1997 | –  |                        |
| „Gdy zapłaczesz”                         | 1998 | –  |                        |
| „Zostańmy razem”                         | 1999 | –  |                        |
| „The World Is Magic” (oraz DJ BoBo)      | 1999 | –  |                        |
| „Kim dla mnie jesteś”                    | 1999 | –  |                        |
| „Jak anioł”                              | 2000 | –  |                        |
| „Czuję i wiem”                           | 2000 | –  |                        |
| „Typ niepokorny”                         | 2000 | –  |                        |
| „When She Cries”                         | 2001 | –  |                        |
| „Live 2001”                              | 2001 | –  |                        |
| „Nie znamy się (już)”                    | 2002 | –  |                        |
| „Samo życie”                             | 2002 | –  |                        |
| „Nic o tym nie wiem”                     | 2002 | –  |                        |
| „Kocham Cię”                             | 2002 | –  |                        |
| „Wilcze echa”                            | 2003 | –  |                        |
| „Tam gdzie Ty” / „Waitin’ for You”       | 2003 | –  |                        |
| „Taka jak Ty”                            | 2003 | –  |                        |
| „Górnik Zabrze”                          | 2003 | –  |                        |
| „Żyłem jak chciałem”                     | 2004 | –  |                        |
| „Taki raj”                               | 2005 | –  |                        |
| „Jesteś moim przeznaczeniem”             | 2005 | –  |                        |
| „Co dziś zrobić mam”                     | 2005 | –  |                        |
| „Z każdym Twym oddechem”                 | 2006 | –  |                        |
| „Jedwab”                                 | 2008 | –  |                        |
| „Za każdy dzień, za każdy szept”         | 2008 | –  |                        |
| „Requiem dla samego siebie”              | 2008 | –  |                        |
| „I nie mów nic”                          | 2009 | –  |                        |
| „Zostań i bądź”                          | 2009 | –  |                        |
| „Dosko”                                  | 2010 | –  |                        |
| „Nasz ostatni taniec”                    | 2010 | –  |                        |
| „Kocham Cię kochanie moje”               | 2010 | –  |                        |
| „Skóra”                                  | 2011 | –  |                        |
| „Biełyje rozy”                           | 2011 | –  |                        |
| „Taki jestem” (oraz PeWeX)               | 2011 | –  |                        |
| „Boski plan”                             | 2012 | –  |                        |
| „Jesteś moim snem”                       | 2012 | –  |                        |
| „Polska Gola 2012”                       | 2012 | –  |                        |
| „Something About You”                    | 2013 | –  |                        |
| „Najwyższy czas”                         | 2014 | –  |                        |
| „Jeszcze raz”                            | 2015 | –  |                        |
| „Kieliszki” (oraz BBX)                   | 2015 | 38 | - POL: platynowa płyta |
| „Essa” (oraz BBX)                        | 2016 | 42 | - POL: platynowa płyta |
| „Szampan i truskawki”                    | 2018 | X  | - POL: platynowa płyta |
| „Angelina”                               | 2018 | X  |                        |
| „Kim jestem – Jestem sobie”              | 2019 | X  |                        |
| „Zimna lufa”                             | 2019 | X  |                        |
| „Doskozzza”                              | 2019 | X  | - POL: złota płyta     |
| „–” oznacza, że singel nie był notowany. |      |    |                        |

## Nagrody i nominacje
| Rok  | Konkurs                                       | Kategoria                                    | Wynik      |
| ---- | --------------------------------------------- | -------------------------------------------- | ---------- |
| 2011 | OGAE Video Contest 2011 – reprezentant Polski | Teledysk („Muzyki moc” z VIVA i Przyjaciele) | Nominacja  |
| 2011 | Festiwal Piosenki Rosyjskiej                  | Rywalizacja o Złoty Samowar                  | 2. miejsce |

## Filmografia
- Niania – odc. 108 (2009) jako Jacek